# 平綏路戰役
平绥路战役，又称绥远战役、平绥战役、包头战役，是抗日战争结束之后国共两党发生的最早几次军事冲突之一，是1945年国共冲突的一部分，与上党战役、平汉战役、津浦战役等，成为第二次国共内战的序曲。
1945年8月日本投降后，駐綏遠西部的国民革命军第十二戰區司令長官傅作義調集所轄主力和收編的偽軍共六萬余人，進佔被八路軍包圍的歸綏（今呼和浩特市）和已被八路军光复的武川、陶林、豐鎮、集寧、興和等县城，企圖奪佔張家口，控制平綏鐵路。八路军为打破国军对察哈尔省根据地的东西夹击态势，1945年10月18日由聂荣臻、贺龙指挥晉察冀軍區和晉綏軍區主力部隊，发动绥远战役，力图凭借兵力优势歼灭国军傅作义和马占山部，爭取时間先攻取绥包，解放绥远，然后转移兵力攻取大同消灭阎锡山系楚溪春、田尚生部，解放雁北。
八路军攻克凉城、陶林、集寧等地后，圍攻歸綏、包頭两城未克，於12月中旬結束戰役，历时56天共殲滅國軍一萬二千余人。

## 背景
1945年8月16日，即日本宣布无条件投降的第二天，蒋介石给第十二战区司令长官傅作义密电：日皇已宣布无条件投降，你战区部队速沿平绥线向东挺进，勿稍松懈；努力进剿铁路沿线共军，火速接受包头、归绥、集宁、大同、张家口诸城。8月18日蒋介石又正式宣布傅作义为热河、察哈尔、绥远三省的受降官。8月中旬至9月初，傅作义第十二战区从日本驻蒙军与伪蒙军手里接收、抢占毕克齐、归绥，并从八路军绥蒙军区部队手里攻占集宁、丰镇、兴和、武川、陶林、凉城、尚义、畢克齊、清水河等城镇。傅作义接收伪蒙地方政权，建立地方武装。建立“热、察、绥反共隔绝地带”以控制华北战局。傅作义还将投降的伪蒙军改编为两个集团军：
- 第十二战区暂编骑兵第一集团军
  - 总司令王英
  - 骑兵第一师师长陈秉义
  - 骑兵第二师师长王万抚
  - 骑兵第三师师长李红升
- 第十二战区暂编骑兵第二集团军
  - 总司令李守信
  - 参谋长宝贵廷
  - 骑兵第四师师长郭光举
  - 骑兵第五师师长朱恩武
  - 骑兵第六师师长门树槐

1945年8月20日，中共中央军委关于力争绥察热全境给贺龙（陕甘宁晋绥联防军司令）、吕正操（晋绥军区司令）、林枫（晋绥分局书记、晋绥军区政委）、程子华（晋察冀军区代司令员）、耿飙（晋察冀军区参谋长）等的指示，要求晋绥军区主力打击傅作义部，晋察冀军区应夺取宣化、怀来，巩固对张家口的占领。1945年9月11日，中央军委给各地的指示：为促进谈判，推迟国民党军深入华北、东北，争取全部占领察热，争取东北优势，必须布置几个有力战役。晋察冀、晋绥两区立即组织察绥战役，消灭傅作义部，解放绥远，收复归绥，夺取雁北13县。中共中央于1945年9月19日向各个中央局发出《中央关于目前任务和战略部署的指示》，明确提出：“全国战略方针是向北发展，向南防御。”1945年10月16日，毛泽东以中央军委名义致电晋察冀中央局、晉綏中央分局並告東北局及晉冀魯豫局《奪取平綏戰役的勝利意義重大》：“平綏戰役，系為收復失地打開交通路而戰，具有充分之理由，望鼓勵士氣，堅決、徹底、干淨、全部地消滅反共反人民之頑偽軍，完成你們的神聖任務。至平綏戰役勝利后，主力應迅速准備轉移冀東、平西地區，執行嚴重的新任務。而以必要數量之得力部隊，由大同南下，肅清閻逆勢力，直至太原附近，再依情勢，考慮奪取太原問題。因閻逆不但長期勾結日寇，近更大舉進攻我上黨解放區，雖受到我上黨戰役的嚴重打擊，殲滅其主力三萬余人，但其殘部尚有六萬以上，閻逆並喪心病狂，組織日寇數千人准備進攻自己的同胞，因此在不妨礙速援東北條件下，盡可能徹底殲滅閻逆殘余，是完全必要與有理由的。”

## 战前部署
晋察冀军区集中晋察冀第一野战军3个主力纵队9个旅，晋绥军区集中晋绥野战军5个主力旅。共14个旅，36个团，5.3万人，由聂荣臻和贺龙亲自指挥。1945年10月2日，中央军委经与晋察冀、晋绥反复商议，决定绥远战役由聂荣臻统一指挥。
- 晋察冀第一野战军进攻绥东
  - 冀中（杨成武）纵队攻克隆盛庄、集宁
  - 冀晋（陈正湘）纵队攻克丰镇
  - 冀察（郭天民）纵队
- 晋绥野战军部队进攻绥南、绥中地区。攻克凉城、陶林、卓资山。司令员贺龙兼，政治委员林枫（不久赴东北）/李井泉，副司令员张宗逊，副政委李井泉，参谋长张经武（后许光达代参谋长），政治部主任甘泗淇（后孙志远），副参谋长李夫克，政治部副主任冼恒汉
  - 第358旅：旅长张宗逊兼/1945年10月黄新廷，政治委员余秋里
  - 独立第1旅：旅长高士一/1945年11月王尚荣，政治委员朱辉照
  - 独立第2旅：旅长许光达兼，政治委员孙志远兼
  - 独立第3旅：旅长杨嘉瑞，政治委员金如柏。晋绥第3军分区机关大部和特务团及第17团合编。
  - 独立第4旅：1945年11月7日以吕梁军区第11、第13、第14团为基础组建。旅长顿星云，政委杨秀山。
  - 独立第5旅（1946年10月成立）旅长贺炳炎，政委王赤军。

蔣介石令傅作義集結五萬余人於歸綏、集寧、大同之線，一俟陸運、空運、海運兵力集中北平、天津、秦皇島等地，即將配合傅部進攻張垣，並進攻沈陽、承德。
第十二战区司令长官 傅作义二级上将
- 第三十五军军长 董其武中将 （101、新31、新32师）
- 暂编第三军军长 孙兰峰中将 （暂10、暂11、暂17师）
- 骑兵第四军军长 袁庆荣中将 （新骑3、新骑4师）
- 第六十七军军长 何文鼎中将 （胡宗南系，辖新26师、新骑7师）
- 东北挺进军司令 马占山中将 （新骑5、新骑6师）

## 战斗经过
根据中央军委的指示，绥远战役分绥东作战和会攻归绥、攻击包头3期实施。

### 绥东作战
从10月18日开始至10月底为第一阶段，八路军收复以集宁为中心的绥东地区，傅军主力退集、归、包，凭坚固守。
1945年10月19日，八路军打响了绥包战役。战斗在凉城打响后，贺龙亲临前线指挥战斗，先后解放了旧凉城和新堂。新堂战斗中，贺龙排其警卫排长率领警卫员上战场追击溃逃之敌。1945年10月21日，胡宗南系何文鼎的第六十七军军部及其新编第26师（师长张大智）、新编骑兵第7师（师长张绍成）、伪蒙骑兵第5师（师长朱恩武）一部等，分别从集宁、官村、新堂等地撤到卓资山及其附近地区，仓促防御。贺龙决定改变原定向东卷击丰镇、集宁的计划，迅速调动三五八旅和独一、独二、独三旅分别从凉城、新堂、天成村地区向卓资山疾近，以在国军仓促西撤中捕捉战机歼灭重兵集团。据守在卓资山的何文鼎第六十七军军部、特务营及新编第26师，共有兵力约5000多人。10月24日晚18时，贺龙下达了总攻命令：三五八旅主攻，独一旅、独三旅打援。战斗一夜，全歼新编26师4000余人，缴获各种枪支896件。这是绥远战役中最为精彩战斗。绥蒙政府主席云泽（乌兰夫）、副主席杨植霖在1945年12月28日签发政令：‘为纪念贺龙司令员解放卓资山的战斗，并因该地具有龙山之险，划定命名卓资山地区为龙胜县，以便于行政管理。将原凉城五区、北四区、集宁四区和陶林区统划归龙胜县管辖。’至此，龙胜县诞生。1952年5月1日，改称卓资县。”
1945年10月24日毛泽东致电聂荣臻、贺龙：“如傅部主力固守集宁，一时不能攻克，望集中主力歼灭十八台、卓资山、三道营、旗下营、白塔之敌，占领集宁、归绥间二百余里铁路，发动群众建立政权，收集粮食，使集宁傅部陷于孤立，然后歼灭之。”集宁守军是第三十五军军部和第101师，是傅军嫡系中的嫡系，为避免被八路军击破，采取了“一触即退”战法：战斗打响后，冀中(杨成武)纵队击溃守军一个团，第35军军部和101师乘夜弃城向绥西退走。10月24日，冀中（杨成武）纵队轻取集宁。
历时7天的绥东之战歼敌5000多人，解放了绥东、绥南60万人口，割断了绥远、山西的交通联系。

### 围攻归绥城
1945年10月底八路军转入战役第二阶段，准备攻取归绥城。由于归绥不能迅速攻下，战役陷于对峙的胶着状态。
10月25日，傅军主力6个师退守归绥。10月26日，贺龙、聂荣臻两部共十四个旅5.3万人到达归绥城外围地区。贺龙的指挥部设在城北的乌素图，聂荣臻的指挥部设在城东的陶卜齐。10月30日到11月12日，聂贺两部围攻归绥。傅军第三十五军、骑兵四师和炮兵二十五团，共有2.4万人，在火车站、新城和旧城日夜开挖战壕，修筑碉堡，大量储备粮食和弹药，做好长期坚守的准备。蒋介石命令马鸿逵火速调集一个骑兵师约5000人马，日夜兼程赶来增援。11月6日，军委关于夺取归绥的作战方针致电聂荣臻、贺龙，提出可以调集张家口缴获的火炮强攻，诱敌出击歼灭之，围坚攻弱主力西进攻取萨拉齐、包头、五原，久困重围使敌粮竭弃城等选择。

### 围攻包头
11月9日，贺龙部西调转攻包头。转入了平绥路战役第三阶段。11月12日八路军攻击包头，由于侦查失误和指挥失当，包头也久攻不下。11月23日，中央军委致电贺龙和聂荣臻：“如果在短时间内没有把握攻下包头、归绥，是否将部队撤退到机动位置，相机再定今后计划”。12月2日第二次进攻包头仍然未克。这时包头未克，严冬已至，塞外气候酷寒，八路军装备困难，与傅作义部长期僵持将会不利。贺龙和聂荣臻考虑到敌人的援军即将到来，为保存实力，决定结束绥远战役，撤离围攻归绥战场，把部队转移到集宁和丰镇一带。1945年12月8日，军委关于绥包战役之后之部署致电：

聂耿、贺李：

 （一）绥远战役虽未消灭傅顽主力，未全部完成战役任务，但由于全体指战员英勇奋战，已给了傅顽以严重打击，消灭了最反动的（新编第）二十六师主力，解放了绥东六县，孤立了大同敌顽，减轻了西面对张家口的威胁，创造了发动绥东、雁北新解放区近百万群众的有利条件，在战役中取得了宝贵的经验教训，将成为下次战役胜利的基础，应当重视这种经验教训，好好整理作为教材。

  （二）为着掩护发动绥东群众，打击傅顽出击部队，巩固已得阵地，屏蔽张垣，准备将来夺取雁北、归包的有利条件，提议：（子）贺李集团首先撤至萨拉齐、毕克齐地区休整数天，转移伤病兵，聂集团在归绥周围有重点的集结休整，对归垣取监视姿态掩护贺部转移，并准备随时打击敌人可能之出击部队，切不可疏忽致敌袭。（丑）贺李集团准备完毕后，主力即撤至凉城、和林格尔适当位置，休整补充；姚部仍依绥北向绥中绥西发展游击战；聂集团主力撤至丰镇集宁地区，以不少于三个大团兵力控制卓资山，主力兵团进行休整补充，以武工队形式向归垣近郊进行游击袭扰，对绥东新解放区应放手发动群众减租息运动，准备将来夺取归包大同的有利阵地。你们意见如何望告。

               中央军委

                      亥齐

12月14日战役宣告结束。我各部队撤围归包，集结主力控制绥东、绥南，监视绥傅匪军防其出扰。1945年12月中旬，贺龙部队重返凉城，总指挥部设在凉城县六苏木土台子村。随后，晋绥独三旅打进凉城，县党政机关也随军进城。贺龙司令员、政治部主任甘泗淇移住凉城县井沟村教堂内。1946年1月中旬，贺龙部队离开凉城，收复集宁，后赴丰镇。